# Estadi um Bëchel
L'Estadi um Bëchel és un estadi de futbol a la ciutat d'Hautcharage, al sud-oest de Luxemburg. Actualment és l'estadi del UN Käerjéng 97. Té capacitat per a 1.000 persones.